# صقر بن محمد القاسمی
شیخ صقر بن محمد آل قاسمی، حاکم متوفی امیرنشین رأس‌الخیمه، یکی از امارت‌های امارات عربی متحده بود.
وی در ۲۷ اکتبر ۲۰۱۰ و پس از تحمل ۳ ماه بیماری درگذشت.